# WINGnet
WINGnet ist ein Studierendenverein unter der Schirmherrschaft des österreichischen Verbandes der Wirtschaftsingenieure WING. Die Vereinsbezeichnung lautet: Verein für die Förderung von Studierenden technisch-wirtschaftlicher Studienrichtungen.

## Hochschulgruppen
Es gibt Hochschulgruppen in Graz, Wien und in Innsbruck.

## Geschichte
- 1984 – Gründung der ersten Hochschulgruppe unter dem Namen "WING Studenten" an der Technischen Universität Graz
- 1990 – Die Grazer Hochschulgruppe ist Mitbegründer des Netzwerkes European Students of Industrial Engineering and Management (ESTIEM)
- 1997 – Gründung der Hochschulgruppe an der Technischen Universität Wien unter dem Namen "WINGnet Wien"
- 2001 – Die Grazer Hochschulgruppe ändert ihren Namen zu "WINGnet Graz – Verein zu Förderung von Studenten technisch-wirtschaftlicher Studienrichtungen"
- 2002 – WINGnet Wien wird ins Netzwerk von ESTIEM aufgenommen
- 2013 – Gründung der Hochschulgruppe am MCI Management Center Innsbruck unter dem Namen "WINGnet Innsbruck"

## WINGnet – WirtschaftsINGenieureNETzwerk
WINGnet versteht sich als Schnittstelle zwischen Studierenden, Universität und Wirtschaft. Ziel ist es, durch Veranstaltungen das Image des Wirtschaftsingenieurs zu fördern und Kontakte zu knüpfen.
Die in der Hochschulgruppe aktiven Studierenden können Soft Skills erwerben, zu denen sie im Studium nicht kommen.
Zielgruppe sind Studierende technischer Studienrichtungen mit wirtschaftlicher Vertiefung, in erster Linie der Fakultäten Maschinenbau, Bauingenieurwesen, Elektrotechnik und Informationstechnik, Informatik sowie Mathematik, aber die Hochschulgruppen stehen auch jedem anderen Techniker mit wirtschaftlicher Vertiefung offen.